# Tilköy, Derinkuyu
Tilköy là một xã thuộc huyện Derinkuyu, tỉnh Nevşehir, Thổ Nhĩ Kỳ. Dân số thời điểm năm 2011 là 731 người.